# ادروسان (دژ)
ادروسان (انگلیسی: Ardrossan Castle) قلعه‌ای در اسکاتلند است.

## نگارخانه

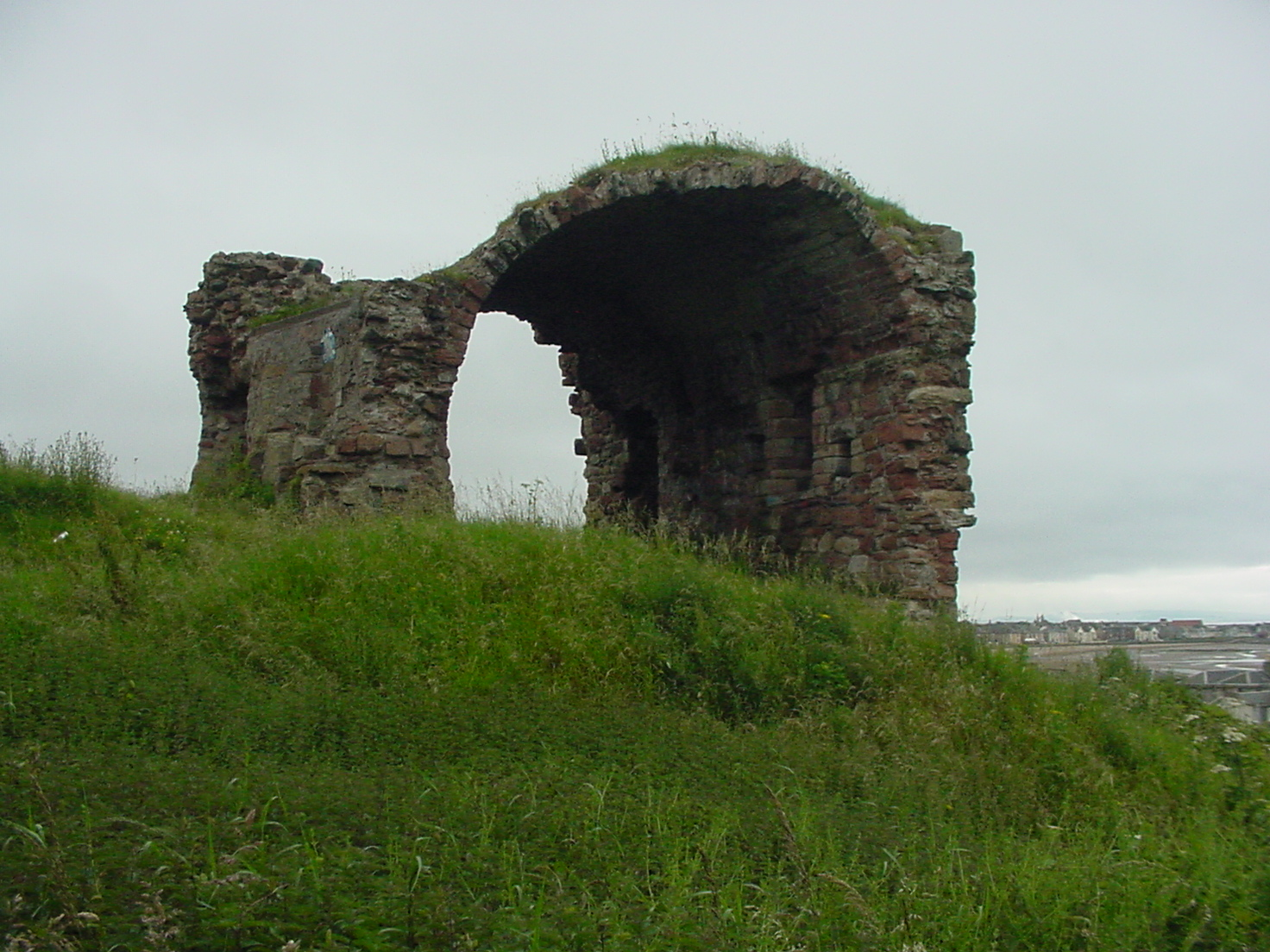
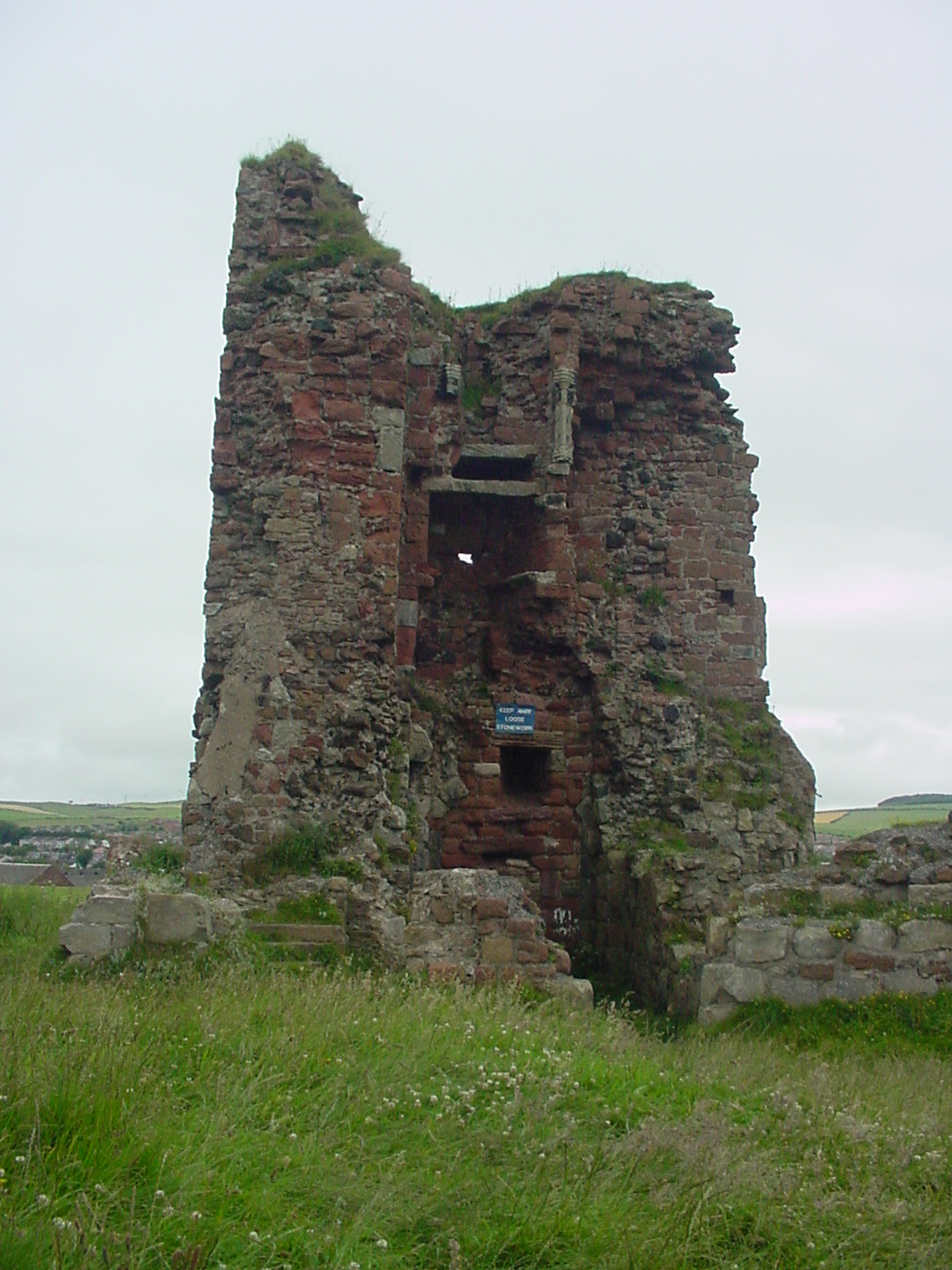
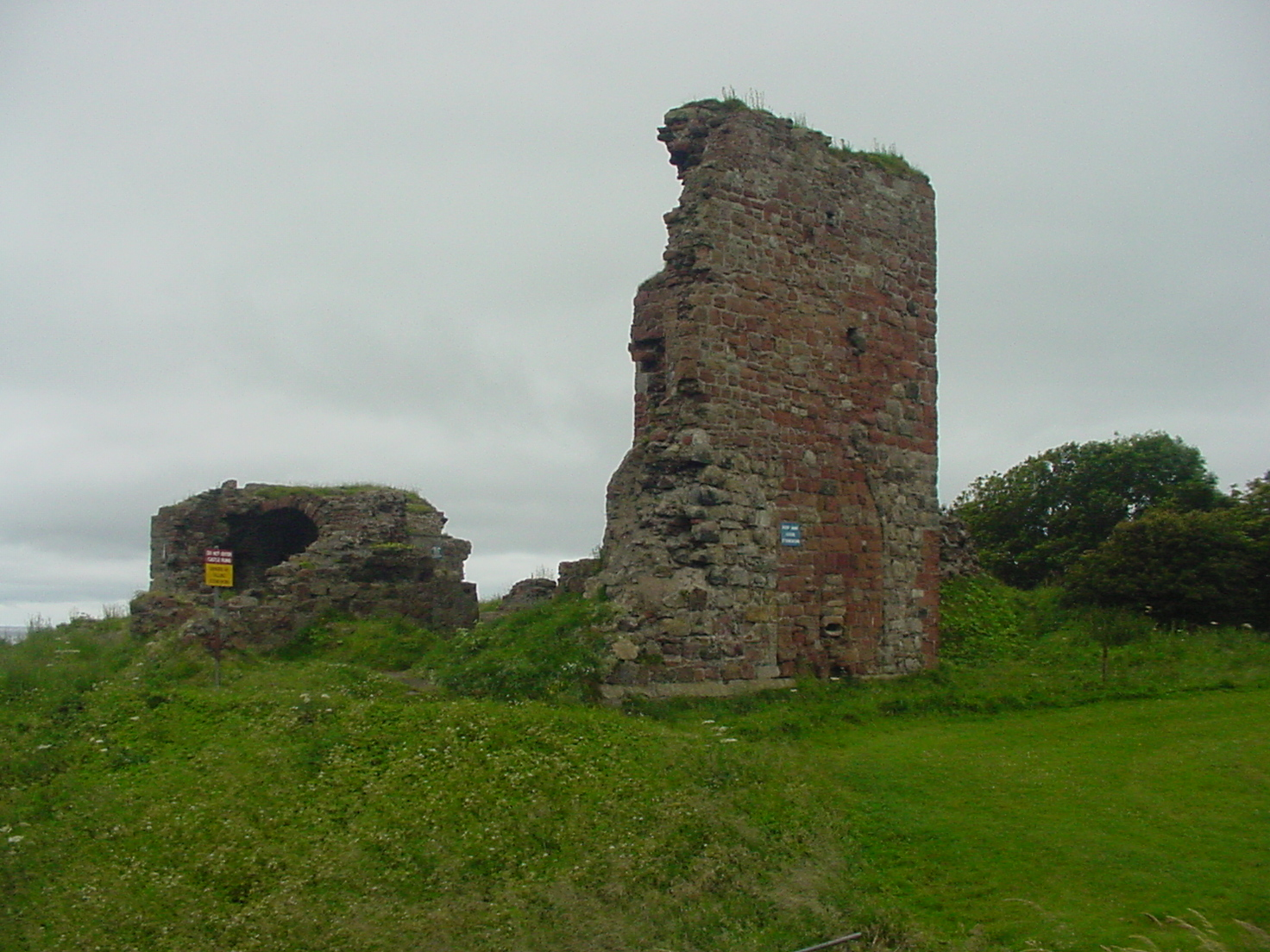